# Lijst van rijksmonumenten in Den Haag/Sweelinckplein
Een overzicht van de 65 rijksmonumenten in de stad Den Haag gelegen aan of bij het Sweelinckplein.
| Object | Oorspronkelijke functie? | Bouwjaar       | Architect             | Locatie                                             | Coördinaten?                 | Nr.?  | Afbeelding |
| --- | ------------------------ | -------------- | --------------------- | --------------------------------------------------- | ---------------------------- | ----- | --- |
| Huize Duinoord. Pand in neorenaissancestijl met natuurstenen versieringen | Handel en kantoor        | 1894           |                       | Sweelinckplein 1                                    | 52° 5' 2" NB, 4° 17' 14" OL  | 18001 | Meer afbeeldingen |
| Huize Sri Wedari. Punt- en trapgevels, ontlastingsbogen op kapitelen, boogtrommel met vlechtwerk, alles in de trant der Hollandse vroege renaissance | Woonhuis                 | 1893           | Nicolaas Molenaar sr. | Sweelinckplein 2 en 3                               | 52° 5' 3" NB, 4° 17' 12" OL  | 18002 | Meer afbeeldingen |
| Herenhuis in neorenaissance trant, met in pleister gebosseerde parterre en in de verdieping vensters met gebogen frontons. Kroonlijst met consoles | Woonhuis                 | eind 19e eeuw  |                       | Sweelinckplein 4                                    | 52° 5' 3" NB, 4° 17' 11" OL  | 18003 | Meer afbeeldingen |
| Herenhuis in neorenaissance trant, eind 19e eeuw, met in pleister gebosseerde parterre en in de verdieping vensters met gebogen frontons. Kroonlijst met consoles | Woonhuis                 | eind 19e eeuw  |                       | Sweelinckplein 5                                    | 52° 5' 3" NB, 4° 17' 11" OL  | 18004 | Meer afbeeldingen |
| Pand in neorenaissance trant met links een puntgevel, bekroond door een aedicula-vormige top. Ontlastingsbogen, rustend op een leeuwenmasker. Rechts een vleugel onder kroonlijst met dakkapellen. Brede erker op zandstenen consoles                                                                   | Woonhuis                 | eind 19e eeuw  |                       | Sweelinckplein 6                                    | 52° 5' 3" NB, 4° 17' 11" OL  | 18005 | Meer afbeeldingen |
| Herenhuis in neorenaissance trant, met natuurstenen banden, vensterstrekken met blokken en in de verdieping boven de vensters hoofdgestellen op consoles. Balkon op ijzeren hekje op consoles. Kroonlijst met consoles en daarboven stenen dakkapel met voluten                                         | Woonhuis                 | eind 19e eeuw  |                       | Sweelinckplein 7                                    | 52° 5' 3" NB, 4° 17' 10" OL  | 18006 | Meer afbeeldingen |
| Herenhuis in neorenaissance trant. Gevel met natuurstenen banden, frontons boven de venster, maskerconsoles en houten erker op stenen consoles | Woonhuis                 | 1894           |                       | Sweelinckplein 8                                    | 52° 5' 3" NB, 4° 17' 10" OL  | 18007 | Meer afbeeldingen |
| Pand in neorenaissance trant met in de gevel banden, getoogde en geprofileerde vensterbekroningen en een balcon op consoles met ijzeren hekje. Boven de kroonlijst een dakkapel met rolwerk. Gepleisterde parterre                                                                                      | Woonhuis                 | eind 19e eeuw  |                       | Sweelinckplein 9                                    | 52° 5' 3" NB, 4° 17' 9" OL   | 18008 | Upload foto |
| Sweelinckhuis | Woonhuis                 | eind 19e eeuw  |                       | Sweelinckplein 10                                   | 52° 5' 3" NB, 4° 17' 9" OL   | 18009 | Meer afbeeldingen |
| Pand in neorenaissance trant met in de parterre flauw getoogde vensters. Banden, lijsten, kroonlijst met consoles, rechts een risaliet, bekroond door een dakvenster met vleugelstukken. Balkon met ijzeren hek en gebeeldhouwde voluutconsoles                                                         | Woonhuis                 | eind 19e eeuw  |                       | Sweelinckplein 12A                                  | 52° 5' 3" NB, 4° 17' 9" OL   | 18010 | Meer afbeeldingen |
| Pand in neorenaissance trant met symmetrische gevel, waarin een middenrisaliet, waarboven een dakkapel met rolwerkversiering. Banden, geblokte vensterstrekken. Balkon met voluutconsoles | Woonhuis                 | eind 19e eeuw  |                       | Sweelinckplein 12                                   | 52° 5' 3" NB, 4° 17' 8" OL   | 18011 | Meer afbeeldingen |
| Pand in neorenaissance trant, versierd met banden, geblokte strekken en boven de risaliet een topgevel | Woonhuis                 | eind 19e eeuw  |                       | Sweelinckplein 12                                   | 52° 5' 2" NB, 4° 17' 8" OL   | 18012 | Meer afbeeldingen |
| Pand in neorenaissance trant, versierd met banden, geblokte strekken en boven de risaliet, waarin een houten erker, een topgevel | Woonhuis                 | einde 19e eeuw |                       | Sweelinckplein 14                                   | 52° 5' 2" NB, 4° 17' 8" OL   | 18013 | Meer afbeeldingen |
| Hoekpand Waldeck Pyrmontkade in neorenaissance trant. Op de afgeschuinde hoek een stenen erker over twee verdiepingen, gedragen door consoles. Vensters met hoofdgestellen | Woonhuis                 | eind 19e eeuw  |                       | Sweelinckplein 13b (voorheen nr. 15), 14a, 14b, 14c | 52° 5' 2" NB, 4° 17' 7" OL   | 18014 | Meer afbeeldingen |
| Pand in neorenaissance trant, versierd met banden en negblokken. Getoogde vensters, in het rechter deel van de gevel driedelig. Links een risaliet met getoogde ingang, bekroond door een fronton. Souterrain; stenen dakkapellen                                                                       | Woonhuis                 | eind 19e eeuw  |                       | Sweelinckplein 16                                   | 52° 5' 1" NB, 4° 17' 3" OL   | 18015 | Meer afbeeldingen |
| Pand in neorenaissance trant met natuurstenen banden en blokken | Woonhuis                 | eind 19e eeuw  |                       | Sweelinckplein 18                                   | 52° 5' 1" NB, 4° 17' 2" OL   | 18016 | Meer afbeeldingen |
| Pand in neorenaissance trant, met souterrain | Woonhuis                 | eind 19e eeuw  |                       | Sweelinckplein 20                                   | 52° 5' 1" NB, 4° 17' 2" OL   | 18017 | Meer afbeeldingen |
| Pand in neorenaissance trant met souterrain | Woonhuis                 | eind 19e eeuw  |                       | Sweelinckplein 22                                   | 52° 5' 1" NB, 4° 17' 1" OL   | 18018 | Meer afbeeldingen |
| Herenhuis in neorenaissance trant met souterrain. Lijstgevel versierd met banden, blokken en een getoogde ingangsomlijsting. Balcon op voluutconsoles | Woonhuis                 | eind 19e eeuw  |                       | Sweelinckplein 24                                   | 52° 5' 1" NB, 4° 17' 1" OL   | 18019 | Meer afbeeldingen |
| Herenhuis in neorenaissance trant | Woonhuis                 | eind 19e eeuw  |                       | Sweelinckplein 26                                   | 52° 5' 1" NB, 4° 17' 1" OL   | 18020 | Meer afbeeldingen |
| Herenhuis in neorenaissance trant, gedateerd in cartouches in de ontlastingsbogen | Woonhuis                 | 1897           | Klaas Stoffels        | Sweelinckplein 28                                   | 52° 5' 1" NB, 4° 17' 1" OL   | 18021 | Meer afbeeldingen |
| Herenhuis in neorenaissance trant. Middenrisaliet met topgevel, waaronder consoles | Woonhuis                 | eind 19e eeuw  | Klaas Stoffels        | Sweelinckplein 29                                   | 52° 5' 0" NB, 4° 17' 0" OL   | 18022 | Meer afbeeldingen |
| Herenhuis in neorenaissance trant. Middenrisaliet met topgevel, waaronder consoles. Vensters met ontlastingsbogen; op het middenvenster van de verdieping een fronton. Balkon op consoles. Boogfries onder de gootlijst                                                                                 | Woonhuis                 | eind 19e eeuw  | Klaas Stoffels        | Sweelinckplein 30                                   | 52° 5' 0" NB, 4° 16' 60" OL  | 18023 | Meer afbeeldingen |
| Herenhuis in neorenaissance trant, gedateerd in cartouches in de ontlastingsbogen. Middentopgevel met rolwerkvoluten, obelisken en aedicula. Versiering met banden. Houten erker op voluutconsoles | Woonhuis                 | 1897           | Klaas Stoffels        | Sweelinckplein 31                                   | 52° 5' 0" NB, 4° 16' 60" OL  | 18024 | Meer afbeeldingen |
| Pand in neorenaissance trant, met in de door een topgevel met voluten bekroonde gevel vensters met ontlastingsbogen. Links een afgeschuinde hoek en een trapgevel dwars op de straatas | Woonhuis                 | eind 19e eeuw  |                       | Sweelinckplein 32                                   | 52° 4' 60" NB, 4° 16' 59" OL | 18025 | Meer afbeeldingen |
| Pand in neorenaissance trant met in de gevel geblokte ontlastingsbogen en negblokken. Driezijdige erker voor parterre en eerste verdieping | Woonhuis                 | eind 19e eeuw  |                       | Sweelinckplein 33                                   | 52° 4' 60" NB, 4° 16' 59" OL | 18026 | Meer afbeeldingen |
| Pand in neorenaissance trant. Rechts een puntgevel. Vensters met geblokte ontlastingsbogen | Woonhuis                 | eind 19e eeuw  |                       | Sweelinckplein 34                                   | 52° 4' 60" NB, 4° 16' 58" OL | 18027 | Pand in neorenaissance trant. Rechts een puntgevel. Vensters met geblokte ontlastingsbogen |
| Pand in neorenaissance trant met in de gevel vensters met geblokte ontlastingsbogen. Houten erker met snijwerk en balustrade. Kroonlijst, waarboven dakkapellen | Woonhuis                 | eind 19e eeuw  |                       | Sweelinckplein 35                                   | 52° 4' 60" NB, 4° 16' 58" OL | 18028 | Pand in neorenaissance trant met in de gevel vensters met geblokte ontlastingsbogen. Houten erker met snijwerk en balustrade. Kroonlijst, waarboven dakkapellen |
| Pand in neorenaissance trant. In de gevel vensters met geblokte ontlastingsbogen. Topgevel met voluten. Erkeruitbouw | Woonhuis                 | eind 19e eeuw  |                       | Sweelinckplein 36                                   | 52° 4' 60" NB, 4° 16' 58" OL | 18029 | Pand in neorenaissance trant. In de gevel vensters met geblokte ontlastingsbogen. Topgevel met voluten. Erkeruitbouw |
| Pand in neorenaissance trant met geblokte ontlastingsbogen. Erker voor de parterre en de eerste verdieping | Woonhuis                 | eind 19e eeuw  |                       | Sweelinckplein 37                                   | 52° 4' 60" NB, 4° 16' 57" OL | 18030 | Pand in neorenaissance trant met geblokte ontlastingsbogen. Erker voor de parterre en de eerste verdieping |
| Pand in neorenaissance trant. Gevelversiering met banden en blokken. Ontlastingsbogen met in de boogtrommels renaissance-versieringen. Dakkapel met rolwerk | Woonhuis                 | eind 19e eeuw  |                       | Sweelinckplein 38                                   | 52° 4' 60" NB, 4° 16' 57" OL | 18031 | Pand in neorenaissance trant. Gevelversiering met banden en blokken. Ontlastingsbogen met in de boogtrommels renaissance-versieringen. Dakkapel met rolwerk |
| Pand in neorenaissance trant | Woonhuis                 | eind 19e eeuw  |                       | Sweelinckplein 40                                   | 52° 4' 59" NB, 4° 16' 57" OL | 18032 | Pand in neorenaissance trant |
| Pand in neorenaissance trant. Rechts een risaliet met ingang en trapgevelbekroning. Links tweedelig venster onder samengestelde ontlastingsboog | Woonhuis                 | eind 19e eeuw  |                       | Sweelinckplein 42                                   | 52° 4' 58" NB, 4° 16' 57" OL | 18033 | Pand in neorenaissance trant. Rechts een risaliet met ingang en trapgevelbekroning. Links tweedelig venster onder samengestelde ontlastingsboog |
| Hoekpand Reinkenstraat in neorenaissance trant. Pand met afgeschuinde hoek en trapgevels, gedateerd op cartouches. Versiering van banden, blokken en ontlastingsbogen. Erker op de hoek op ijzeren draagconstructie                                                                                     | Woonhuis                 | 1897           |                       | Sweelinckplein 45                                   | 52° 4' 58" NB, 4° 16' 58" OL | 18034 | Hoekpand Reinkenstraat in neorenaissance trant. Pand met afgeschuinde hoek en trapgevels, gedateerd op cartouches. Versiering van banden, blokken en ontlastingsbogen. Erker op de hoek op ijzeren draagconstructie                                                                                     |
| PAND in neorenaissance trant. Parterre bekleed met hardsteen. Rechts een driezijdig uitgebouwde erker over twee verdiepingen, waarboven houten loggia, versierd met rijk snijwerk. Topgevel | Woonhuis                 | einde 19e eeuw |                       | Sweelinckplein 46                                   | 52° 4' 59" NB, 4° 16' 58" OL | 18035 | PAND in neorenaissance trant. Parterre bekleed met hardsteen. Rechts een driezijdig uitgebouwde erker over twee verdiepingen, waarboven houten loggia, versierd met rijk snijwerk. Topgevel |
| Pand in neorenaissance trant. Parterre bekleed met hardsteen. Links een driezijdig uitgebouwde erker over twee verdiepingen, waarboven loggia van hout met rijk snijwerk. Topgevel | Woonhuis                 | eind 19e eeuw  |                       | Sweelinckplein 47                                   | 52° 4' 59" NB, 4° 16' 59" OL | 18036 | Pand in neorenaissance trant. Parterre bekleed met hardsteen. Links een driezijdig uitgebouwde erker over twee verdiepingen, waarboven loggia van hout met rijk snijwerk. Topgevel |
| Pand in neorenaissance trant. Gevel versierd met banden en negblokken. Souterrain. Rechts getoogde ingangspartij. Links houten erker en twee door de kroonlijst heengebroken dakkapellen met trapgevelbekroning                                                                                         | Woonhuis                 | eind 19e eeuw  |                       | Sweelinckplein 48                                   | 52° 4' 59" NB, 4° 16' 59" OL | 18037 | Pand in neorenaissance trant. Gevel versierd met banden en negblokken. Souterrain. Rechts getoogde ingangspartij. Links houten erker en twee door de kroonlijst heengebroken dakkapellen met trapgevelbekroning                                                                                         |
| Pand in neorenaissance trant. Souterrain. Gevelversiering met geblokte vensterstrekken en gekoppelde ontlastingsboogjes. Boven de ingang een houten balcon | Woonhuis                 | eind 19e eeuw  |                       | Sweelinckplein 50                                   | 52° 4' 59" NB, 4° 16' 59" OL | 18038 | Pand in neorenaissance trant. Souterrain. Gevelversiering met geblokte vensterstrekken en gekoppelde ontlastingsboogjes. Boven de ingang een houten balcon |
| Pand in neorenaissance trant met souterrain. Getoogde vensters. Friezen van baksteen. Boven de ingang een trapgevelbekroning. Het rechter deel van de gevel is hoger opgehaald en heeft een dakkapel met spitsje                                                                                        | Woonhuis                 | eind 19e eeuw  |                       | Sweelinckplein 52                                   | 52° 4' 59" NB, 4° 16' 60" OL | 18039 | Pand in neorenaissance trant met souterrain. Getoogde vensters. Friezen van baksteen. Boven de ingang een trapgevelbekroning. Het rechter deel van de gevel is hoger opgehaald en heeft een dakkapel met spitsje                                                                                        |
| Pand in neorenaissance trant met souterrain. Balcon op consoles, waarboven een houten erker. Afgeknotte trapgevel. Links een driezijdig torentje | Woonhuis                 | eind 19e eeuw  |                       | Sweelinckplein 54                                   | 52° 4' 59" NB, 4° 17' 0" OL  | 18040 | Pand in neorenaissance trant met souterrain. Balcon op consoles, waarboven een houten erker. Afgeknotte trapgevel. Links een driezijdig torentje |
| Pand in neorenaissance trant met geblokte ontlastingsbogen en kroonlijst | Woonhuis                 | eind 19e eeuw  |                       | Sweelinckplein 56                                   | 52° 4' 59" NB, 4° 17' 1" OL  | 18041 | Pand in neorenaissance trant met geblokte ontlastingsbogen en kroonlijst |
| Pand in neorenaissance trant met souterrain, ontlastingsbogen met blokken en brede erker op versierde consoles | Woonhuis                 | eind 19e eeuw  |                       | Sweelinckplein 58                                   | 52° 4' 59" NB, 4° 17' 1" OL  | 18042 | Pand in neorenaissance trant met souterrain, ontlastingsbogen met blokken en brede erker op versierde consoles |
| Pand in neorenaissance trant met souterrain, ontlastingsbogen met blokken en brede erker op versierde consoles | Woonhuis                 | eind 19e eeuw  |                       | Sweelinckplein 60                                   | 52° 4' 59" NB, 4° 17' 1" OL  | 18043 | Pand in neorenaissance trant met souterrain, ontlastingsbogen met blokken en brede erker op versierde consoles |
| Pand in neorenaissance trant uit het met geblokte ontlastingsbogen en kroonlijst | Woonhuis                 | eind 19e eeuw  |                       | Sweelinckplein 61                                   | 52° 4' 59" NB, 4° 17' 2" OL  | 18044 | Pand in neorenaissance trant uit het met geblokte ontlastingsbogen en kroonlijst |
| Pand in neorenaissance trant met banden, blokken en een segmentvormig uitstekende erker | Woonhuis                 | eind 19e eeuw  |                       | Sweelinckplein 62                                   | 52° 4' 59" NB, 4° 17' 2" OL  | 18045 | Pand in neorenaissance trant met banden, blokken en een segmentvormig uitstekende erker |
| Pand in neorenaissance trant met trapgevel, waarin ontlastingsbogen, blokken, banden. Links een terugliggende ingangstravee met boogfries en balcon met balustrade | Woonhuis                 | eind 19e eeuw  |                       | Sweelinckplein 63                                   | 52° 4' 59" NB, 4° 17' 2" OL  | 18046 | Upload foto |
| Pand in neorenaissance trant met trapgevel boven de middenas. De gevel is versierd met geblokte ontlastingsbogen en banden | Woonhuis                 | 19e eeuw       |                       | Sweelinckplein 64                                   | 52° 4' 59" NB, 4° 17' 3" OL  | 18047 | Pand in neorenaissance trant met trapgevel boven de middenas. De gevel is versierd met geblokte ontlastingsbogen en banden |
| Pand in neorenaissance trant met trapgevel, waarin ontlastingsbogen, blokken en banden. Rechts een terugliggende ingangspartij met boogfries en balcon met balustrade | Woonhuis                 | eind 19e eeuw  |                       | Sweelinckplein 65                                   | 52° 4' 59" NB, 4° 17' 3" OL  | 18048 | Pand in neorenaissance trant met trapgevel, waarin ontlastingsbogen, blokken en banden. Rechts een terugliggende ingangspartij met boogfries en balcon met balustrade |
| Pand in neorenaissance trant met trapgevel boven de middenas. De gevel is versierd met geblokte ontlastingsbogen en banden | Woonhuis                 | eind 19e eeuw  |                       | Sweelinckplein 66                                   | 52° 4' 59" NB, 4° 17' 4" OL  | 18049 | Pand in neorenaissance trant met trapgevel boven de middenas. De gevel is versierd met geblokte ontlastingsbogen en banden |
| Pand in neorenaissance trant met rechts topgevel. Brede houten erker op korbelen. Gevelversiering met banden en blokken. Links getoogde ingangspartij | Woonhuis                 | eind 19e eeuw  |                       | Sweelinckplein 68                                   | 52° 4' 59" NB, 4° 17' 4" OL  | 18050 | Pand in neorenaissance trant met rechts topgevel. Brede houten erker op korbelen. Gevelversiering met banden en blokken. Links getoogde ingangspartij |
| Pand in neorenaissance trant met links topgevel. Brede houten erker op korbelen. Gevelversiering met banden en blokken. Rechts getoogde ingangspartij | Woonhuis                 | eind 19e eeuw  |                       | Sweelinckplein 70                                   | 52° 4' 59" NB, 4° 17' 4" OL  | 18051 | Pand in neorenaissance trant met links topgevel. Brede houten erker op korbelen. Gevelversiering met banden en blokken. Rechts getoogde ingangspartij |
| Pand in neorenaissance trant. Het rechter deel wordt afgesloten door een kroonlijst, waaronder boogfries. Links een rijk gedetailleerde trapgevel in Hollandse renaissancevormen met ontlastingsbogen, waarin vlechtwerk, sierankers en flankerende overhoekse pinakels. Erker op natuurstenen consoles | Woonhuis                 | eind 19e eeuw  | G. Brouwer (jr.)      | Sweelinckplein 71                                   | 52° 4' 59" NB, 4° 17' 5" OL  | 18052 | Pand in neorenaissance trant. Het rechter deel wordt afgesloten door een kroonlijst, waaronder boogfries. Links een rijk gedetailleerde trapgevel in Hollandse renaissancevormen met ontlastingsbogen, waarin vlechtwerk, sierankers en flankerende overhoekse pinakels. Erker op natuurstenen consoles |
| Pand in neorenaissance trant met ontlastingsbogen en blokken. Rechts travee met ingang, erker en bekronende puntgevel | Woonhuis                 | eind 19e eeuw  |                       | Sweelinckplein 72                                   | 52° 4' 59" NB, 4° 17' 5" OL  | 18053 | Pand in neorenaissance trant met ontlastingsbogen en blokken. Rechts travee met ingang, erker en bekronende puntgevel |
| Pand bij nr. 74 getrokken | Gebouw                   |                |                       | Sweelinckplein bij 72/73                            | 52° 4' 59" NB, 4° 17' 6" OL  | 18054 | Pand bij nr. 74 getrokken |
| Panden in neorenaissance trant | Woonhuis                 | eind 19e eeuw  |                       | Sweelinckplein 74                                   | 52° 4' 59" NB, 4° 17' 6" OL  | 18055 | Panden in neorenaissance trant |
| neorenaissance pand op de hoek van de Waldeck Pyrmontkade. Gevelversiering met banden, ontlastingsbogen en frontons. Erker voor de parterre. Dakkapel met zijvoluten | Woonhuis                 | eind 19e eeuw  |                       | Sweelinckplein 75                                   | 52° 5' 0" NB, 4° 17' 9" OL   | 18056 | Meer afbeeldingen |
| neorenaissance pand. Gevelversiering met banden, geblokte ontlastingsbogen en frontons. Kroonlijst met consoles | Woonhuis                 | eind 19e eeuw  |                       | Sweelinckplein 76                                   | 52° 5' 1" NB, 4° 17' 10" OL  | 18057 | Meer afbeeldingen |
| Pand met neorenaissancegevel. Versiering met banden en ontlastingsbogen. Kroonlijst met consoles | Woonhuis                 | eind 19e eeuw  |                       | Sweelinckplein 77                                   | 52° 5' 1" NB, 4° 17' 10" OL  | 18058 | Meer afbeeldingen |
| Pand met neorenaissancegevel. Versiering met banden en ontlastingsbogen. Rijk versierde lateien boven de verdiepingsvensters | Woonhuis                 | eind 19e eeuw  |                       | Sweelinckplein 78                                   | 52° 5' 1" NB, 4° 17' 10" OL  | 18059 | Meer afbeeldingen |
| Pand met neorenaissancegevel. Gevel met geblokte ontlastingsbogen. Middentopgevel met klein fronton | Handel en kantoor        | eind 19e eeuw  |                       | Sweelinckplein 79                                   | 52° 5' 1" NB, 4° 17' 11" OL  | 18060 | Meer afbeeldingen |
| Pand met neorenaissancegevel. De parterre heeft in pleister uitgevoerd bossagewerk. Ontlastingsbogen met vlechtwerk in de boogtrommels. Erker | Woonhuis                 | eind 19e eeuw  |                       | Sweelinckplein 80                                   | 52° 5' 1" NB, 4° 17' 11" OL  | 18061 | Meer afbeeldingen |
| Pand met neorenaissancegevel. Gevel met vensters onder gebogen of driehoekige frontons of hoofdgestellen met consoles. De parterre heeft in pleister uitgevoerd bossagewerk | Woonhuis                 | eind 19e eeuw  |                       | Sweelinckplein 81                                   | 52° 5' 1" NB, 4° 17' 11" OL  | 18062 | Meer afbeeldingen |
| Pand met neorenaissancegevel. Gevelversiering met banden en blokken, vensters met hoofdgestellen. Middentop met klein fronton | Woonhuis                 | eind 19e eeuw  |                       | Sweelinckplein 82                                   | 52° 5' 1" NB, 4° 17' 12" OL  | 18063 | Meer afbeeldingen |
| Pand met renaissancegevel. Zeer rijke gevelbehandeling met banden, halve zuilen en pilasters met bewerkte schachten, sluitstenen, lijsten en consoles. Topgevel met voluten en bekronend gebroken fronton. Getoogde parterrevensters. Links een erker op consoles                                       | Woonhuis                 | eind 19e eeuw  |                       | Sweelinckplein 83                                   | 52° 5' 2" NB, 4° 17' 12" OL  | 18064 | Pand met renaissancegevel. Zeer rijke gevelbehandeling met banden, halve zuilen en pilasters met bewerkte schachten, sluitstenen, lijsten en consoles. Topgevel met voluten en bekronend gebroken fronton. Getoogde parterrevensters. Links een erker op consoles                                       |
| Pand met neorenaissancegevel. Rechts een afgeknotte puntgevel met houten voorschot. Leeuwenmasker-sluitstenen, vakwerk, vlechtwerk en sierankers | Woonhuis                 | eind 19e eeuw  |                       | Sweelinckplein 84                                   | 52° 5' 2" NB, 4° 17' 12" OL  | 18065 | Pand met neorenaissancegevel. Rechts een afgeknotte puntgevel met houten voorschot. Leeuwenmasker-sluitstenen, vakwerk, vlechtwerk en sierankers |